# 自来也

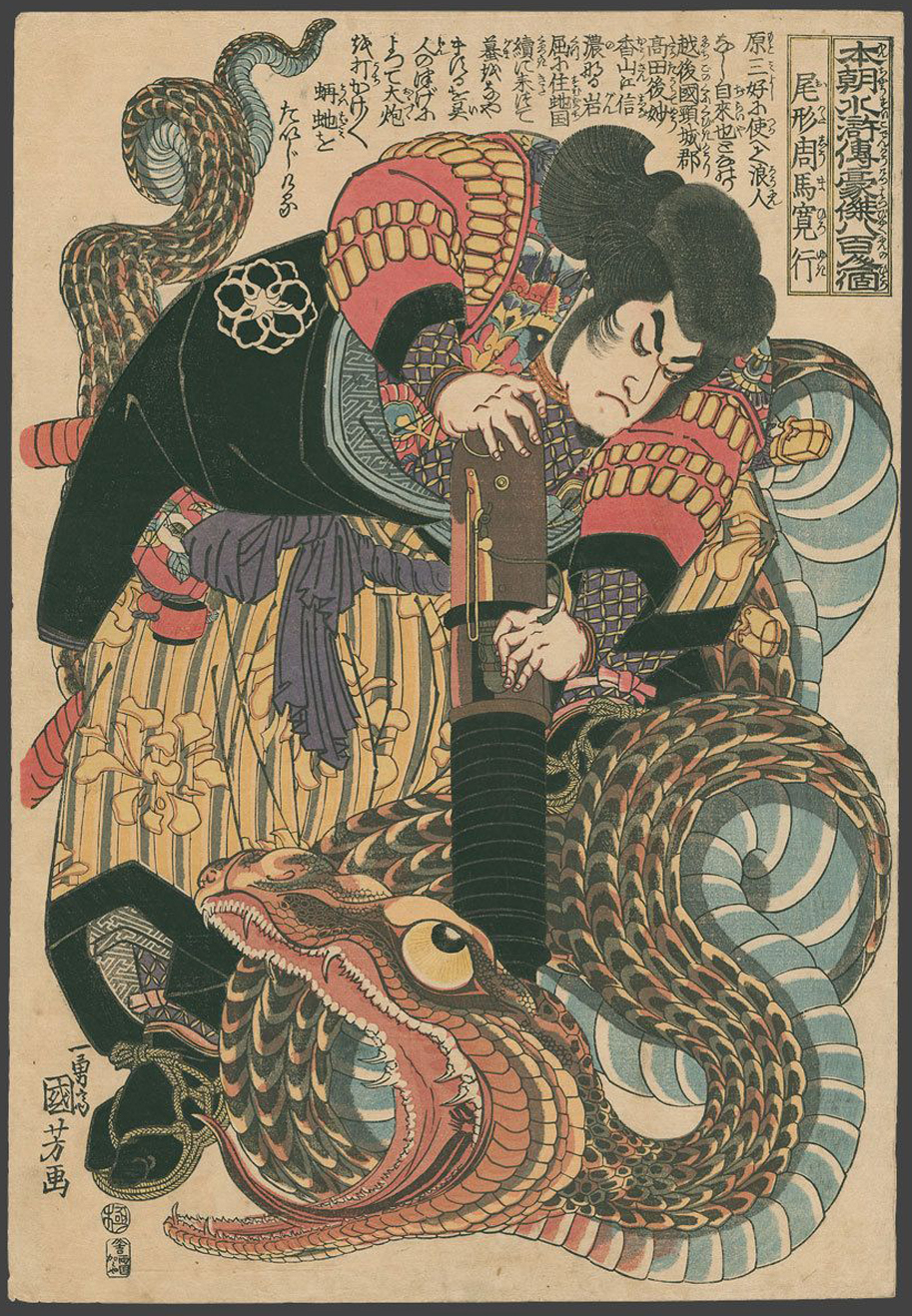
歌川國芳「本朝水滸傳，尾形周馬寛行」（自來也）。

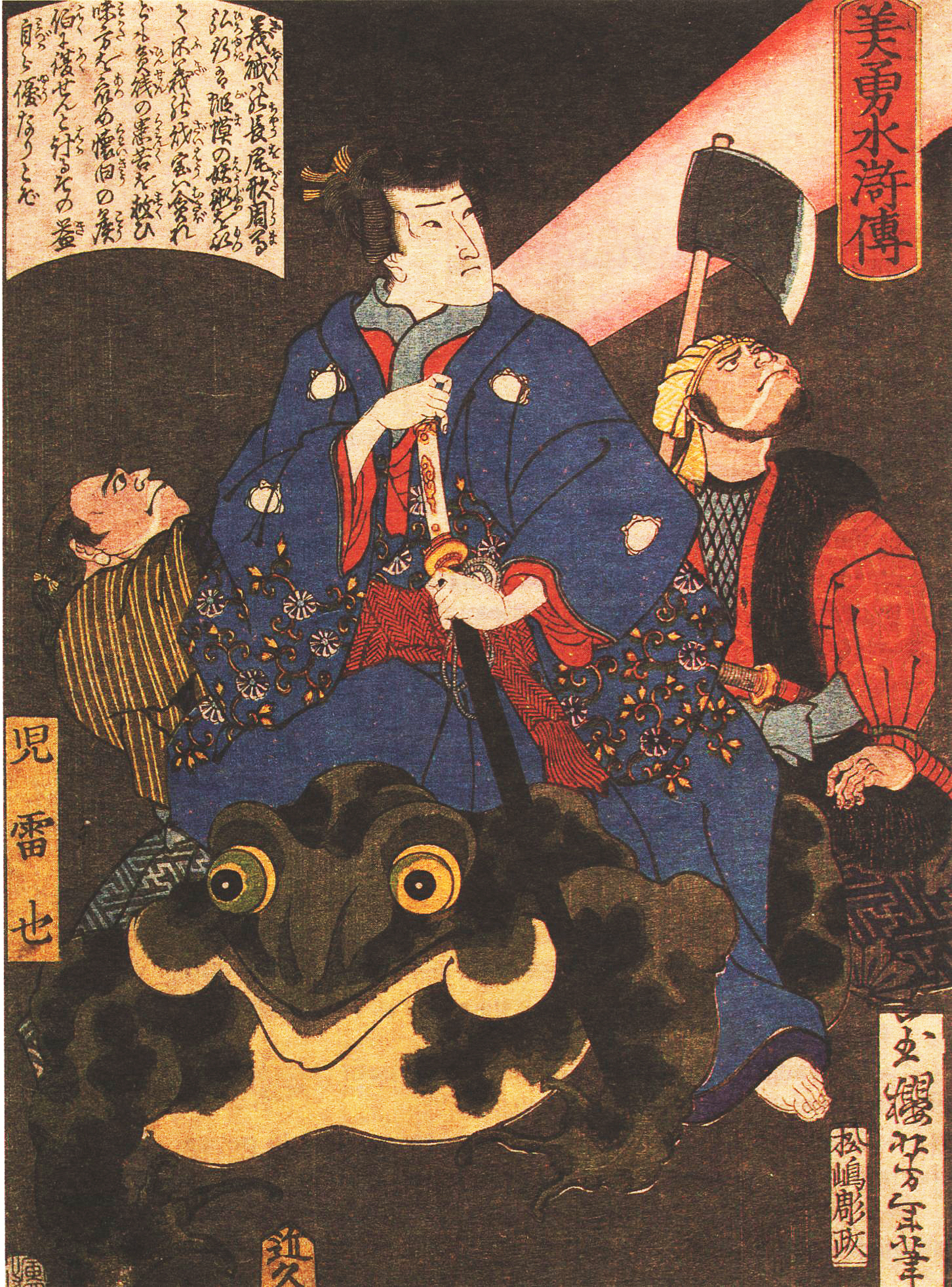
月岡芳年「美勇水滸傳，兒雷也」（1866年）

自來也、兒雷也（じらいや）是江戶時代後期的讀本中登場的架空盗賊、忍者。透過歌舞伎等的潤色，成為使用蝦蟇妖術的忍者而廣為人知，對現在的漫畫、電玩等創作有相當大的影響。

## 自來也
自來也（じらいや）出自感和亭鬼武所著的讀本『自來也說話』（文化3年<1806年>刊）。自來也是義賊，正體是三好家的浪士、尾形周馬。使用蝦蟇妖術活躍於世。之後被改編為歌舞伎、淨瑠璃等。

## 兒雷也
兒雷也（じらいや）是美圖垣笑顔等人根據上述『自來也說話』所作的合卷『兒雷也豪傑譚』（天保10年<1839年>～明治元年<1868年>刊行。未完）中登場的架空忍者。
兒來也的設定是肥後豪族之子、尾形周馬弘行，向居住在越後妙高山的仙素道人習得蛤蟆妖術（騎乘在大蛤蟆之上或變身為大蛤蟆之術）。妻是使用蛞蝓妖術的綱手，宿敵是青柳池的大蛇所生的大蛇丸，「三竦」的設定從本作品開始。
「兒雷也」之後成為河竹默阿彌改編的歌舞伎『兒雷也豪傑譚話』（嘉永5年<1852年>）等許多忍者物語的題材。1921年公開的牧野省三的電影『豪傑兒雷也』是日本最初的特攝電影，也是主演者尾上松之助的代表作。

## 派生事項

### 虛構人物
- 自来也 - 山田風太郎的小說『自来也忍法帖』中登場的人物。
- コマンダー・ジライヤ - 電視動畫『無敵鋼人泰坦3』中登場的人物。
- 磁雷矢 ‐ 東映特攝『世界忍者戰磁雷矢』的主人公。
- 自來也 ‐ PC Engine『天外魔境 ZIRIA』的主人公。
- 自來也 - 電視動畫『超級劍豪傳』中登場的人物。
- 黑忍者 自來也 ‐ 東映特攝『忍者戰隊隱連者』中登場的架空忍者。
- 自来也 (火影忍者) ‐ 岸本齊史的漫畫『火影忍者』中登場的架空忍者。
- 地雷亞 ‐ 空知英秋的漫畫『銀魂』中登場的架空忍者。
- 自來也 ‐ PlayStation 2『女神異聞錄4』中登場的人格面具之一。

### 現實人物
- 兒雷也 ‐ 日本漫畫家。
- 磁雷矢 ‐ 日本職業摔角。源自上述『世界忍者戰磁雷矢』的主人公。

## 關連項目
- ASL Garaiya

## 關連書籍
- 『現代語訳 江戸の伝奇小説5　報仇奇談自来也説話／近世怪談霜夜星』（国書刊行会、2003年）ISBN 4336044058

## 外部連結
- 高木元「戯作者たちの＜蝦蟇＞－江戸読本の方法－」 （页面存档备份，存于）